# 薄田周希
薄田 周希（うすだ しゅうき、2003年4月10日 - ）は、日本のラグビー選手。

## プロフィール
- 大阪府大阪市出身[1]。
- ポジションはフランカー(FL)、ナンバーエイト(No.8)。
- 身長 180 cm、体重 97 kg
- ニックネームはしゅうき。

## 略歴
小学校時代は大阪生野リトルで野球をしており、中学からラグビーを始める。
2022年、東海大大阪仰星高校卒業後、東海大学に入学。なお東海大大阪仰星高校時代、主将を務めて、高校日本代表候補に選ばれたことがある。
2025年、東海大学体育会ラグビーフットボール部の主将に就任。